# Epigrapsus notatus
Epigrapsus notatus is een krabbensoort uit de familie van de Gecarcinidae. De wetenschappelijke naam van de soort is, als Grapsodes notatus, voor het eerst geldig gepubliceerd in 1865 door Heller.